# Самійлівка (Криштопівський старостинський округ)
Самі́йлівка — село в Україні, у Криштопівському старостинському окрузі Близнюківської селищної громади Лозівського району Харківської області. Населення становить 48 осіб. До 2020 орган місцевого самоврядування — Криштопівська сільська рада.

## Географія
Село Самійлівка знаходиться на правому березі річки Велика Тернівка, є міст. На протилежному березі знаходиться село Дмитрівка. Поруч балка Самійлівська, по якій протікає струмок на якому створені загати.

## Історія
- 1790 — дата заснування.
- У лютому — березні 1942 року у боях за визволення села брали участь воїни 186-го кавалерійського полку. 23 радянських воїна, які загинули в боях з німецько-нацистськими загарбниками у 1942 році, поховані в братській могилі в центрі села. Відомі прізвища 6 воїнів.
- 12 червня 2020 року, відповідно до Розпорядження Кабінету Міністрів України № 725-р «Про визначення адміністративних центрів та затвердження територій територіальних громад Харківської області», увійшло до складу Близнюківської селищної громади.[1]
- 19 липня 2020 року, в результаті адміністративно-територіальної реформи та ліквідації Близнюківського району, увійшло до складу Лозівського району Харківської області.[2]

## Економіка
- В селі є молочно-товарна ферма.

## Культура
- Школа.